# Obniżenie Gorlickie
Obniżenie Gorlickie (513.66) – mały mezoregion geograficzny w południowo-wschodniej Polsce. 
Śródgórska, erozyjno-denudacyjna kotlina, w południowo-wschodniej części Pogórza Środkowobeskidzkiego, w tektonicznym obniżeniu (centralna depresja karpacka), między Pogórzem Jasielskim i Beskidem Niskim na południu a Pogórzem Ciężkowickim na północy, na wschodzie przechodzi w Kotlinę Jasielsko-Krośnieńską, tworząc wraz z nią tzw. Doły Jasielsko-Sanockie. Łączna powierzchnia regionu wynosi 225 km².
Rozciąga się wzdłuż doliny rzeki Ropy. Ma długość ok. 40 km i szerokość do 20 km. Zbudowana jest głównie z mało odpornych na erozję trzeciorzędowych piaskowców i łupków krośnieńskich, pokrytych madami i żwirami rzecznymi.
W budowie Obniżenia Gorlickiego wyodrębniają się dwie części: 
- Kotlina Łużnej  równina, niemal nie rozcięta erozyjnie (wysokość do 350 m)
- Kotlina Libuszy z wyraźnym poziomem tarasowym (wysokość względna 15–20 m)

Region rolniczo-przemysłowy. Stanowi zachodni skraj Krośnieńsko-Jasielskiego Zagłębia Naftowego. Głównym miastem są Gorlice.